# El Castell de l'Espona dels Prats
El Castell de l'Espona dels Prats és una muntanya de 2.017 metres que es troba al municipi de les Valls de Valira, a la comarca de l'Alt Urgell.